# Schwyz
Schwyz (fransk: Schwytz; italiensk: Svitto) er hovedbyen i kantonen Schwyz i Centralschweiz. Byen er beliggende i 516 meters højde nær Vierwaldstättersee, har 15.181(2018) indbyggere og et areal på 53.17 km².

## Eksterne Henvisninger
- Schwyz kommune (tysk)

- Wikimedia Commons har flere filer relateret til Schwyz